# Montebello (1888)
Montebello – krążownik torpedowy typu Goito, zbudowany dla włoskiej Regia Marina pod koniec lat 80. XIX wieku. Okręt został zbudowany w stoczni Arsenale di La Spezia pomiędzy wrześniem 1885 a styczniem 1889 roku, kiedy to wszedł do służby. Był uzbrojony w lekkie działa i cztery wyrzutnie torped kal. 356 mm. Jego prędkość maksymalna wynosiła 18 węzłów. Służbę spędził w składzie głównej floty włoskiej, wypełniając zadania szkoleniowe i nie biorąc udziału w walkach. W 1903 roku został wycofany ze służby pierwszoliniowej i przebudowany na okręt szkolny dla załóg maszynowni. Tę funkcję pełnił do 1920 roku, kiedy to został skreślony z listy floty i sprzedany na złom.
Klasyfikowany też jako kanonierka torpedowa; koszt budowy wyniósł wynosił równowartość ówczesnych 74 120 funtów.

## Projekt i budowa
„Montebello” miał długość całkowitą 73,4 metra, szerokość 7,88 m i średnie zanurzenie 3,31 m. Jego wyporność normalna wynosiła 801 ton metrycznych (788 długich ton, 883 krótkich ton). Napęd składał się z trzech maszyn parowych potrójnego rozprężania, z których każda napędzała pojedynczą śrubę napędową. Parę dostarczało sześć kotłów parowych opalanych węglem. Dokładne dane na temat osiągów okrętu nie przetrwały, ale jednostki typu Goito mogły płynąć z prędkością około 18 węzłów przy mocy 2500-3180 ihp. „Montebello” miał zasięg 1100 mil morskich przy prędkości 10 węzłów. Załoga wahała się pomiędzy 105 a 121 osób.
Główne uzbrojenie krążownika składało się z czterech wyrzutni torped kal. 356 mm. Był także wyposażony w sześć dział kal. 57 mm L/40 i dwa działa kal. 37 mm L/20 – wszystkie działa były zamocowane na pojedynczych podstawach. Okręt był wyposażony w pancerz pokładowy o grubości 38 mm.

## Służba
Stępkę „Montebello” położono w stoczni Arsenale di La Spezia 25 września 1885 roku. Został zwodowany 14 marca 1888 roku i ukończony 21 stycznia 1889 roku. W 1893 roku krążownik odstawiono na rok do rezerwy w Neapolu – w tych czasach włoska flota mobilizowała jedynie mniejszą liczbę jednostek na coroczne manewry, preferując trzymanie większości nowoczesnych okrętów w rezerwie, by redukować koszty utrzymania. W 1895 roku okręt stacjonował w 2. Departamencie Morskim, obejmującym Tarent i Neapol, wraz z większością krążowników torpedowych włoskiej floty. Siły te tworzyły jego jednostki siostrzane: „Monzambano”, „Goito” i „Confienza” oraz osiem krążowników typu Partenope. W 1898 roku okręt został przydzielony do Eskadry Lewantu, która patrolowała wschodnie Morze Śródziemne. Okręt stacjonował tam z pancernikiem „Sardegna”, krążownikiem „Etruria” oraz krążownikami torpedowymi „Monzambano” i „Aretusa”.
Następnie, w 1898 roku okręt został wycofany ze służby pierwszoliniowej i przerobiony na okręt szkolny dla personelu maszynowni. W 1903 roku jego kotły zostały zastąpione przez różne kotły opalane węglem i ropą, wyprodukowane przez firmy Pattison, Yarrow i Thornycroft, co miało umożliwić szkolonym pracę z kilkoma typami sprzętu. W momencie wybuchu wojny włosko-tureckiej we wrześniu 1911 roku „Montebello” stacjonował w Wenecji wraz z „Tripoli” i „Goito”. Żaden z okrętów nie wziął udziału w walkach. Okręt nie brał także udziału w walkach podczas I wojny światowej, ponieważ zarówno Włochy, jak i Austro-Węgry preferowały defensywną strategię morską. „Montebello” kontynuował swoją służbę jako jednostka szkoleniowa do 26 stycznia 1920 roku, kiedy to został skreślony z listy jednostek floty i rozebrany na złom.